# チョウジソウ

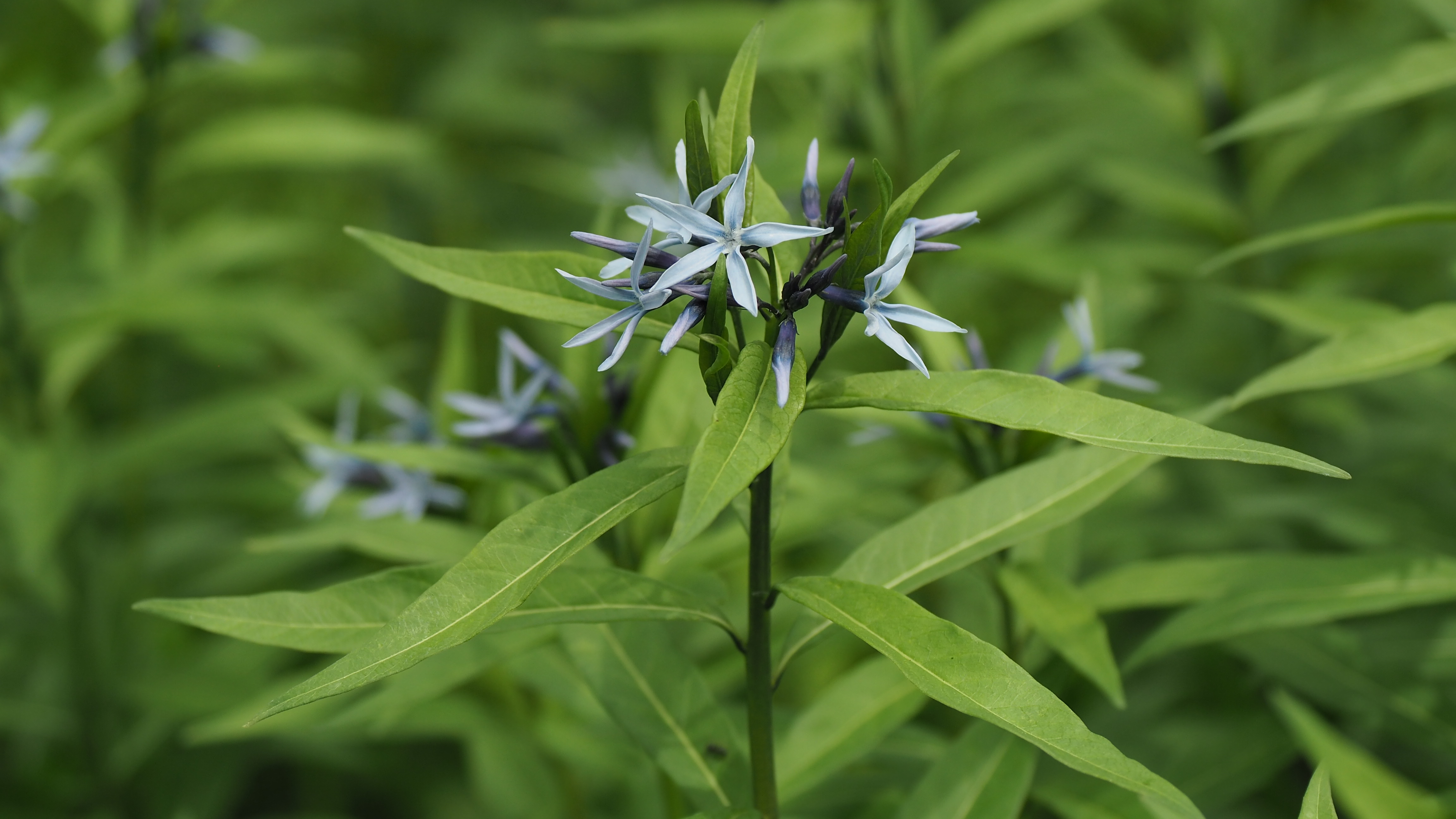
チョウジソウの花（箱根湿生花園、5月）

チョウジソウ（丁字草、学名 Amsonia elliptica）は、リンドウ目キョウチクトウ科に分類される多年生草本植物。
なお、日本国内で「チョウジソウ」の名で園芸用に市販されている株は、外観は似るが北米原産のホソバチョウジソウ (A. angustifolia) やヤナギバチョウジソウ (A. tabernaemontana) などの他種であることも多い（#園芸を参照）。

## 特徴
葉は長さ 6〜10cm、幅 1〜2cm の細長い披針形で、互生する。種小名の elliptica は「楕円形の」という意味で、これは本種の葉が同属他種に比べ丸みを帯びていることから。
宿根草で、5月頃になると茎を高さ 40〜80cm まで伸ばし、5〜6月になると茎頂に集散花序を出し薄青色の花を多数咲かせる。萼は深く 5裂し、花冠は 15mm ほどで平らに開く。
果実は 2本の円柱状の細長い袋果で、長さ 5〜6cm。
他のキョウチクトウ科植物と同様、本種も全草にアルカロイドを含み有毒である。

## 分布
東アジア（日本、朝鮮半島、中国）に分布する。
日本では北海道から宮崎県にかけて分布し、川岸の氾濫原や原野などの、やや湿った草地に自生する。
本種はフジバカマなどと同様に、かつては全国的に分布する普通種であった。近年になり減少が著しく、2000年版環境省レッドデータブックでは、100年後の絶滅確率が約 97% と推計され、絶滅危惧Ⅱ類（VU）に指定されていた。2007年8月の新しい環境省レッドリストでは、準絶滅危惧（NT）に評価替された。減少の原因は、一つには自生適地である湿地の人為的開発・造成や護岸工事などに伴う生育地の喪失である。もう一つは、そのような地域の一部は農業のために定期的に攪乱を受けて草地を保っていたものが、農業の変化に伴い手入れが行われなくなったことによって植生の遷移が進んで草地でなくなったことが挙げられている。
ほとんどの都道府県では、野生絶滅あるいは絶滅危惧種に指定されている。

## 園芸
庭などに植えたり、切り花用に栽培されている。
湿り気のある半日陰で腐植質の多いところを好むが、性質は強く、日なたでも育つ。
繁殖は春または秋に株分けするか、種子を捲いても殖える。
日本国内では本種のほか、北米原産の種が園芸用に栽培され、いずれも「チョウジソウ」の名で流通している。多くの北米原産種の葉は細長くなるのに対し、本種は比較的葉幅が広く楕円形に近くなるところなどで見分けられているが、外観がよく似ているため判別は難しい。